# تذكرة اليانصيب
تذكرة اليانصيب (بالفرنسية: Un billet de loterie)‏، (بالإنجليزية: The Lottery Ticket)‏ هي رواية من تأليف الروائي جول فيرن صدرت عام 1886. وقد أطلق عليها في الولايات المتحدة اسم تذكرة رقم "9672".

## روابط خارجية
- كتاب مجاني: Ticket No. "9672" على مشروع غوتنبرغ
- كتاب مجاني: Un billet de loterie على مشروع غوتنبرغ (بالفرنسية)